# Argiris Kambouris
Argiris Kambouris (en griego: Αργύρης Καμπούρης, nació el 24 de enero de 1962 en Atenas, Grecia) fue un jugador de baloncesto de Grecia.

## Biografía
Kambouris jugó en el Olympiacos B.C. griego desde 1978 hasta 1995 en el que ganó 3 campeonatos griegos (1993, 1994, 1995). También fue finalista de la copa griega en 1983, 1986 y participó en dos finales de la Euroliga en 1994 en Tel Aviv y en 1995 en Zaragoza.
Fue un miembro importante de la Selección de baloncesto de Grecia que ganó la medalla de oro en el Campeonato Europeo de Baloncesto Masculino de 1987 en El Pireo, Grecia. También fue medalla de plata en el Campeonato Europeo de Baloncesto Masculino de 1989 en Zagreb, Croacia. También participó en el Campeonato Mundial de Baloncesto de 1990 en el que obtuvo la sexta plaza.
- Datos: Q384236